# Trifolium eriosphaerum
Trifolium eriosphaerum är en ärtväxtart som beskrevs av Pierre Edmond Boissier. Trifolium eriosphaerum ingår i släktet klövrar, och familjen ärtväxter. Inga underarter finns listade i Catalogue of Life.